# Skeoch Utility Car
Die Skeoch Utility Car Company war ein schottischer Hersteller von Cyclecars, der in Dalbeattie, Dumfries and Galloway ansässig war.
1921 stellten sie ein Cyclecar namens Skeoch her. Es besaß einen Einzylindermotor von Precision mit 348 cm³ Hubraum und war mit einem Zweiganggetriebe von Burman verbunden. Von dort führte eine Kette zu den Hinterrädern. Die Wagen kosteten £ 180 in Komplettausstattung oder ohne Zubehör £ 165.
Es entstanden nur zehn Exemplare, bevor die Fabrik durch einen Brand zerstört wurde.